# Adolf Frohner
Adolf Frohner, né le 12 mars 1934 à Groß-Inzersdorf (de) (Zistersdorf) et mort à Vienne le 24 janvier 2007, est un peintre autrichien.
Il est l'un des initiateurs de l'actionnisme viennois aux côtés de Nitsch et de Muehl, mais s'en éloigne lorsque le mouvement multiplie les provocations. La figure humaine et le visage sont ses thèmes principaux qu'il aborde avec une certaine violence satirique.